# Good Kisser
"Good Kisser" é uma canção do cantor americano Usher. Foi escrita por Usher Raymond IV, Andrew Wansel, Bobby Bloom, Jeff Barry, Ronald Colson, Jameel Roberts, Terry Sneed e Warren Felder e produzida por Pop Wansel, Flippa, Jproof e Tru. Foi lançada em 5 de Maio de 2014 pela RCA Records.

## Lista de faixas
- Digital download[1]

1. "Good Kisser" – 4:09

- Digital download[2]

1. "Good Kisser" (Disclosure (Remix) ) – 4:49

## Desempenho nas paradas
Gráficos semanais
| Paradas (2013)                                     | Melhor posição |
| -------------------------------------------------- | -------------- |
| África do Sul (EMA)                                | 6              |
| Austrália (ARIA)                                   | 44             |
| Austrália (ARIA Urban)                             | 7              |
| Alemanha (Deutsche Black Charts)                   | 2              |
| Bélgica (Ultratip Bubbling Under de Flandres)      | 27             |
| Bélgica (Ultratip Bubbling Under da Valônia)       | 32             |
| Coreia do Sul (Gaon)                               | 150            |
| Coreia do Sul (Gaon International Songs)           | 14             |
| Escócia (Scottish Singles Chart)                   | 19             |
| Estados Unidos (Billboard Hot 100)                 | 65             |
| Estados Unidos (Billboard R&B/Hip-Hop Songs)       | 17             |
| Estados Unidos (Billboard Hot R&B/Hip-Hop Airplay) | 1              |
| Estados Unidos (Billboard Adult R&B Songs)         | 2              |
| Estados Unidos (Billboard Rhythmic)                | 14             |
| França (SNEP)                                      | 133            |
| Países Baixos (Single Top 100)                     | 89             |
| Reino Unido (OCC UK R&B)                           | 3              |
| Reino Unido (UK Singles Chart)                     | 10             |